# Miombo

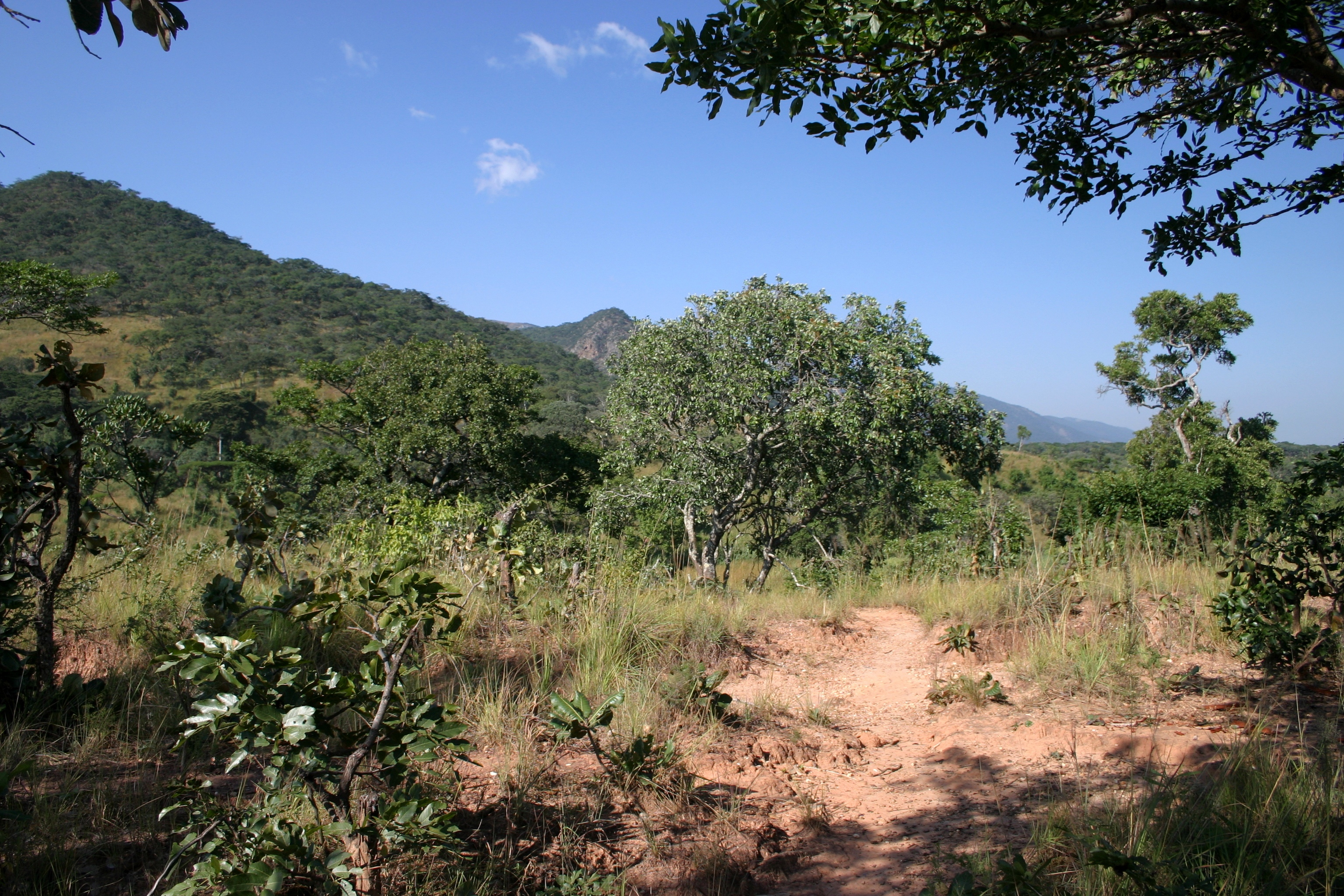
Les miombo na náhorní plošině Nyika, Tanzanie

Miombo je typ tropického savanovitého lesa charakterizovaný dominantní přítomností stromů z rodů Brachystegia a Julbernardia. Les získal své jméno od slova miombo (množné číslo, singulár: muombo), což je slovo jazyka Bemba pro druhy rodu Brachystegia. Ostatní bantuské jazyky v regionu, jako svahilština a shona, mají podobná, ne-li stejná slova, jako svahilsky miyombo (singulární myombo).

## Charakteristika a rozšíření

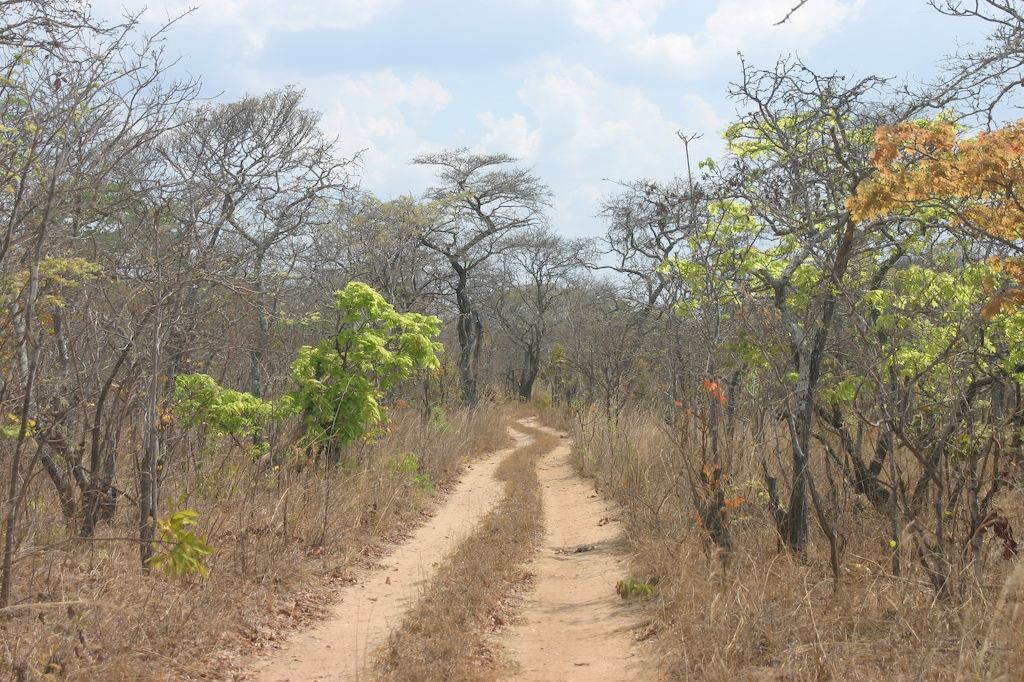
Miombo v Malawi

Lesy miombo tvoří široký pás přes jižní tropickou Afriku; táhnou se od Angoly na západě po Tanzanii na východě. Zaujímají zde plochu kolem 5 milionu čtverečních kilometrů. Těmto lesům dominují stromy z čeledi bobovitých (Fabaceae), zejména brachystegie (Brachystegia), Julbernardia a Isoberlinia, které se jen zřídka nacházejí mimo miombo lesy. Přimíseny mohou být i další bobovité dřeviny jako křídlok (Pterocarpus), afzélie či newtonie. Bylinný i křovinný podrost je vyvinut většinou jenom slabě. Stromy charakteristicky shazují listy na krátkou dobu v období sucha, aby se omezily ztráty vody, a těsně před začátkem období dešťů vytvářejí násadu nových listů bohatých zlatými a červenými barvami, které maskují podkladový chlorofyl a připomínají podzimní barvy v mírném pásmu.

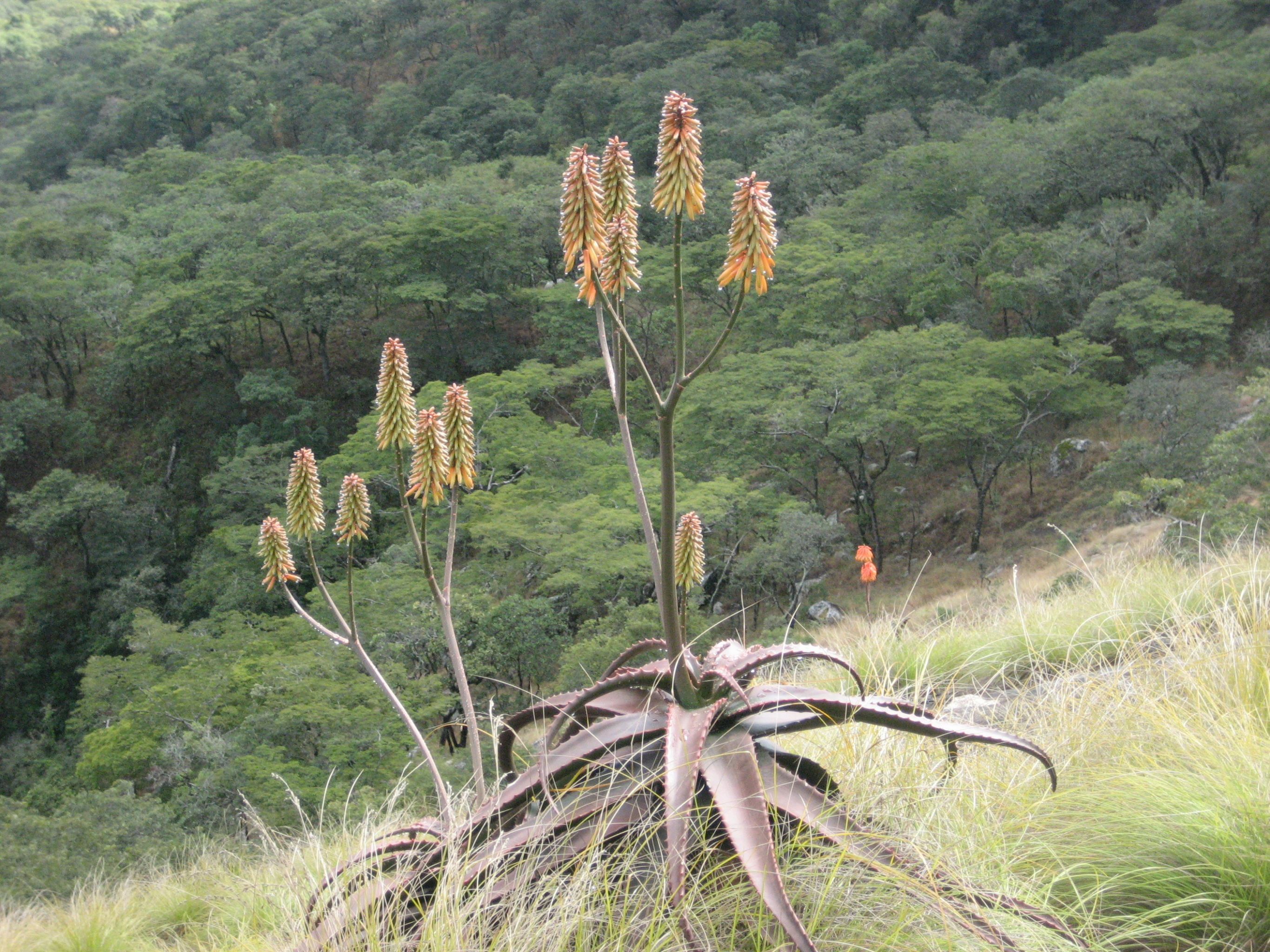
Aloe cameronii na světlině lesa miombo

Lesy miombo lze klasifikovat jako suché nebo vlhké na základě ročního množství a rozložení srážek. Suché lesy se vyskytují v oblastech s méně než 1 000 mm srážek ročně, převážně v Zimbabwe, střední Tanzanii a jižních oblastech Mosambiku, Malawi a Zambie. Vlhké lesy jsou ty, které přijímají více než 1 000 mm srážek ročně, převážně v severní Zambii, východní Angole, středním Malawi a jihozápadní Tanzanii.
I přes relativně živinově chudou půdu, dlouhé období sucha (a v některých oblastech nízké srážky) je les domovem mnoha živočišných druhů, včetně několika endemických ptačích druhů specializovaných na miombo. Poskytuje potravu a úkryt pro velké savce, jako je slon africký (Loxodonta africana), nosorožec dvourohý (Diceros bicornis), antilopa vraná (Hippotragus niger) a buvolec Lichtensteinův (Sigmoceros lichtensteinii), vyskytují se zde i šelmy jako lvi, levharti, hyeny nebo pes hyenovitý (Lycaon pictus).
Lesy miombo jsou také důležité pro živobytí mnoha venkovských lidí, kteří jsou závislí na zdrojích dostupných z lesů. Široká škála druhů poskytuje krom stavebního i palivového dřeva i nedřevařské výrobky, jako je ovoce, med či krmivo pro hospodářská zvířata. Ohrožením pro biotop je kromě záborů půdy také značná náchylnost k požárům. Pro svůj biologický význam byly tyto lesy zařazeny Světovým fondem na ochranu přírody zařazeny na seznam prioritních ekoregionů Global 200.